# Los Hoyos, Michoacán de Ocampo
Los Hoyos är en ort i Mexiko.   Den ligger i kommunen Irimbo och delstaten Michoacán de Ocampo, i den södra delen av landet, 140 km väster om huvudstaden Mexico City. Los Hoyos ligger 2 196 meter över havet och antalet invånare är 123.
Terrängen runt Los Hoyos är huvudsakligen kuperad, men åt nordost är den platt. Terrängen runt Los Hoyos sluttar söderut. Runt Los Hoyos är det ganska tätbefolkat, med 93 invånare per kvadratkilometer. Närmaste större samhälle är Ciudad Hidalgo, 8,8 km väster om Los Hoyos. I omgivningarna runt Los Hoyos växer huvudsakligen savannskog.